# Esquiva Falcão Florentino
Esquiva Falcão Florentino (* 12. Dezember 1989 in Serra bei Vitória, Espírito Santo) ist ein brasilianischer Profiboxer im Mittelgewicht. Er wird von der International Boxing Federation (IBF) auf Platz 1, der World Boxing Organization (WBO) auf Platz 4 und der World Boxing Council (WBC) auf Platz 8 der Weltrangliste geführt.
Sein größter Erfolg als Amateur war der Gewinn der Silbermedaille im Mittelgewicht bei den Olympischen Spielen 2012. Sein älterer Bruder Yamaguchi Falcão ist ebenfalls Boxer und gewann bei denselben Olympischen Spielen eine Bronzemedaille im Halbschwergewicht.

## Amateurkarriere
Esquiva Falcão begann im Alter von 13 Jahren mit dem Boxsport und bestritt rund 230 Amateurkämpfe. Er wurde 2010 und 2012 Brasilianischer Meister im Mittelgewicht und gewann jeweils eine Bronzemedaille im Weltergewicht bei den Panamerikameisterschaften 2008 und 2009, sowie den Südamerikaspielen 2010. 2010/11 boxte er zudem für das Team Mexico City Guerreros in der World Series of Boxing.
Bei den Weltmeisterschaften 2011 in Baku setzte er sich gegen Mamadou Fall, Rob Jankovski, Anthony Ogogo und Danabek Suschanow durch, ehe er beim Kampf um den Finaleinzug gegen Ryōta Murata mit einer Bronzemedaille im Mittelgewicht ausschied.
Bei den Olympischen Sommerspielen 2012 in London besiegte er Soltan Migitinow, Zoltán Harcsa und Anthony Ogogo, ehe er im Finale knapp mit 13:14 gegen Ryōta Murata unterlag und damit die olympische Silbermedaille im Mittelgewicht gewann. In seiner Sportart wurde er damit der erste brasilianische Finalist der olympischen Geschichte und der erste olympische Medaillengewinner seines Landes seit der Bronzemedaille von Servilio de Oliveira (1968, Fliegengewicht). Darüber hinaus war er Fahnenträger seiner Nation bei der Abschlusszeremonie.
Den Abschluss seiner Amateurkarriere bildete die Teilnahme bei den Weltmeisterschaften 2013 in Almaty, wo er im Achtelfinale gegen Artjom Tschebotarjow ausschied.

## Profikarriere
Im November 2013 unterzeichnete Esquiva Falcão einen Profivertrag beim US-Promoter Top Rank und bestritt sein Debüt im Februar 2014. Er blieb in 30 Kämpfen ungeschlagen und boxte am 1. Juli 2023 in Wuppertal um den vakanten IBF-Weltmeistertitel im Mittelgewicht, wobei er einstimmig gegen Vincenzo Gualtieri unterlag.

## Persönliches
Sein Vater ist der ehemalige Profiboxer Adegard Câmara Florentino alias „Touro Moreno“, seine Mutter Maria Olinda Falcão Gomes. Das Paar hat zusammen elf Kinder. Seine Mutter starb 2021.
Esquiva ist verheiratet und Vater von zwei Söhnen und einer Tochter.